# とと姉ちゃん
『とと姉ちゃん』（ととねえちゃん）は、2016年度前期放送のNHK「連続テレビ小説」第94作で、2016年（平成28年）4月4日から10月1日まで放送されたテレビドラマ。主演は高畑充希。

## 企画・制作

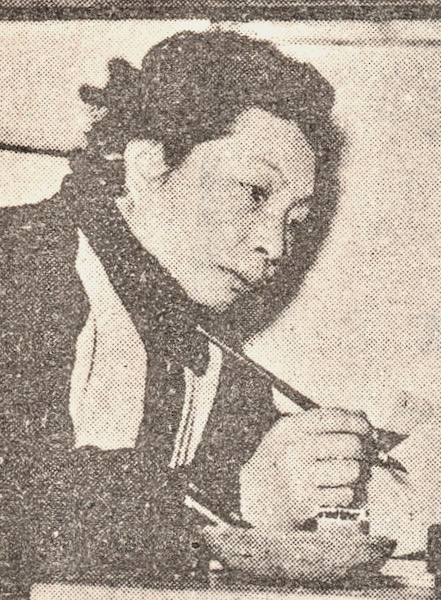
『暮しの手帖』創刊者・花森安治

静岡県・遠州に生まれ、亡き父に代わって母と妹たちを守る「とと（父親）」の役割を果たし「とと姉ちゃん」と呼ばれて育つ小橋常子（こはし つねこ）をヒロインに、戦前・戦後の激動する昭和時代をたくましく生き抜いてゆく三姉妹の家族年代記と、彼女らが東京で女性のための雑誌を作る出版社を立ちあげ、「魂のパートナー」となる天才編集者・花山伊佐次（はなやま いさじ）と出会い、雑誌『あなたの暮し』を刊行し一世を風靡する挑戦のストーリーを描く。静岡県のほか、上京後の東京・深川も舞台となる。大橋鎮子の父も北海道の製麻会社勤務で、実際に静岡県・遠州との関係はないが、落合将プロデューサーは、大橋が6歳までしか北海道にいなかったことや戦前に衣料産業が盛んだったことから、遠州地方の染物工場に製麻会社を置き換えたことを述べている。
生活総合雑誌『暮しの手帖』および出版元である暮しの手帖社の創業者・大橋鎭子と花森安治の雑誌出版の軌跡をモチーフに、「当たり前の暮らしを大切にすること」をモットーに「戦後の女性の暮らしの復興」に明かりをともす希望の物語を描く、フィクションのドラマオリジナル作品となる。なお物語は「戦前編」と「戦後編」に分かれた構成となる。
脚本は西田征史で、毎日15分の枠内で、些細なやり取りの中でキャラクターの成長してゆく姿を描くことのできる連続テレビ小説に脚本家として憧れを抱き、同枠を執筆したいとかねてより公言していた。また、『あなたの暮し』誌上で1940年代 - 1960年代の衣装をフィーチャーするため、黒澤明作品などの日本映画で活動する衣装デザイナー・黒澤和子を総合衣装監修に起用した。
ヒロインは、2015年（平成27年）7月に2564人の応募者の中からオーディションで選考され、8月24日に『ごちそうさん』で朝ドラ出演経験のある高畑に内定と報じられたのち、8月31日のヒロイン発表記者会見で正式に発表された。11月6日には出演者発表会見が行われた。
11月9日にクランクインし、ヒロインの出身地である静岡県内での撮影は11月26日から29日にかけて行われ、27日には浜松市西区（現・中央区）の佐鳴湖で取材会が開かれた。
2016年8月25日、クランクアップし、9月20日、次作品の『べっぴんさん』への恒例のバトンタッチセレモニーが、初めて本物のバトンを使用して行われた。
主題歌は宇多田ヒカルの『花束を君に』。宇多田にとっては、NHKドラマへの初めての書き下ろし楽曲の提供となる。また、2010年末をもって「人間活動」と称して音楽活動を休止していた宇多田は本作を機に5年ぶりに活動を再開した。

### ロケ地など
栃木県足利市
株式会社トチセン - 「遠州浜松染工」建物。
栃木県大田原市
旧大田原市立須賀川小学校 - 小橋姉妹が通う浜松の小学校。
千葉県匝瑳市
飯高寺 - 深川の寺院建物および近辺。

#### ロケ地ギャラリー

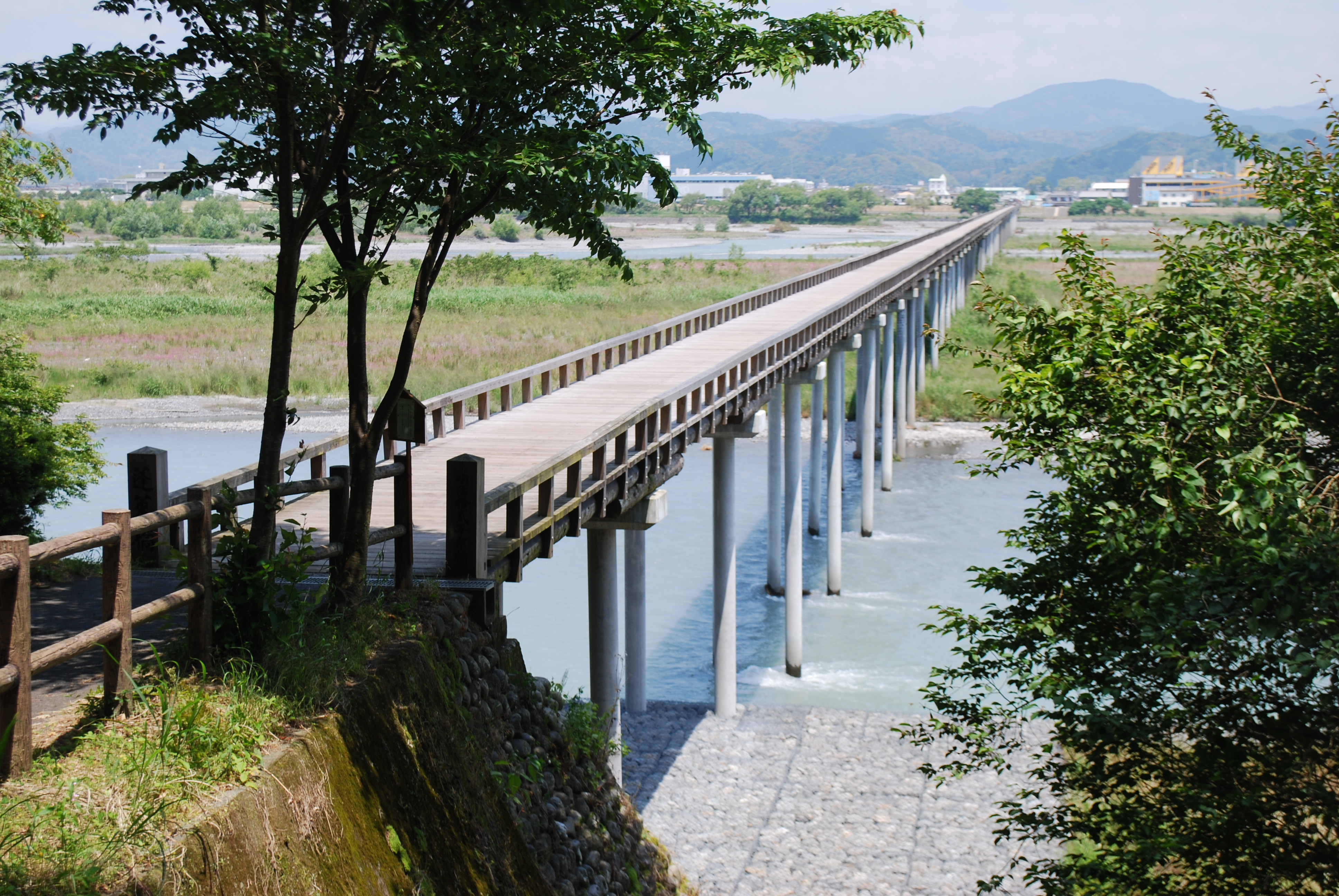
蓬萊橋（常子・鞠子が通う浜松の高等女学校の通学路）
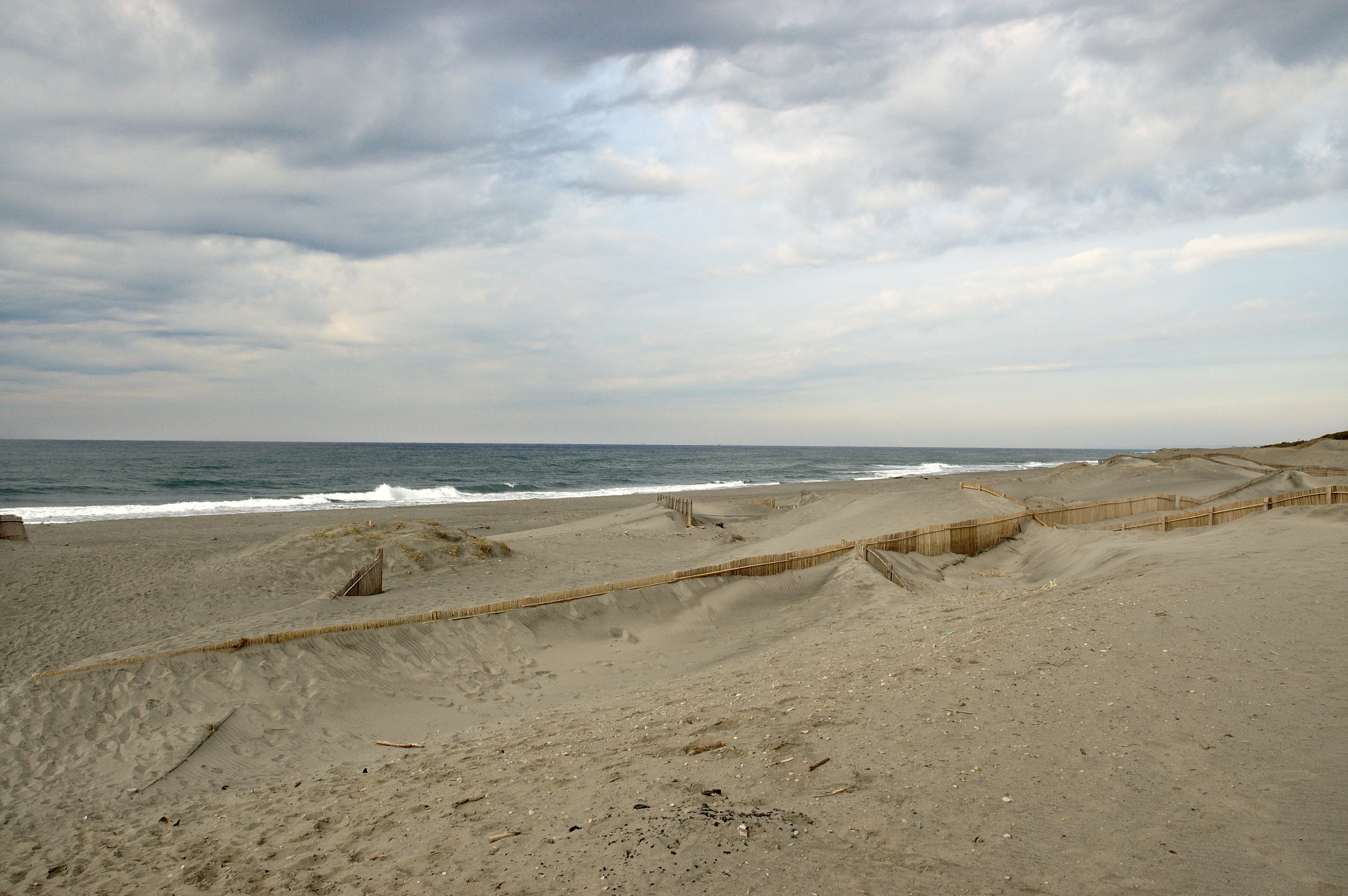
中田島砂丘（常子・君子が二人三脚を練習する場面）
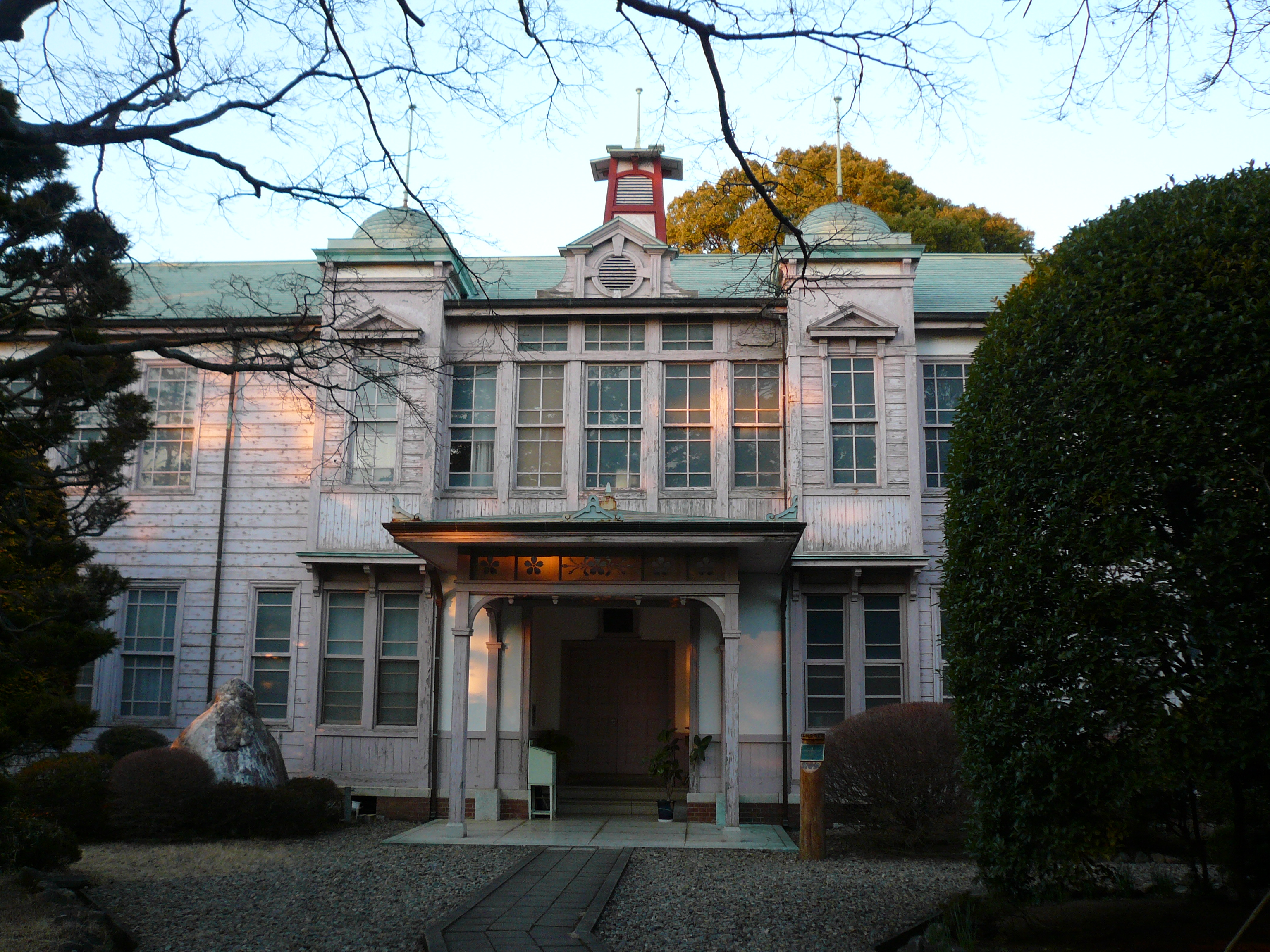
千葉県立佐倉高等学校（常子・鞠子が通う浜松の高等女学校）
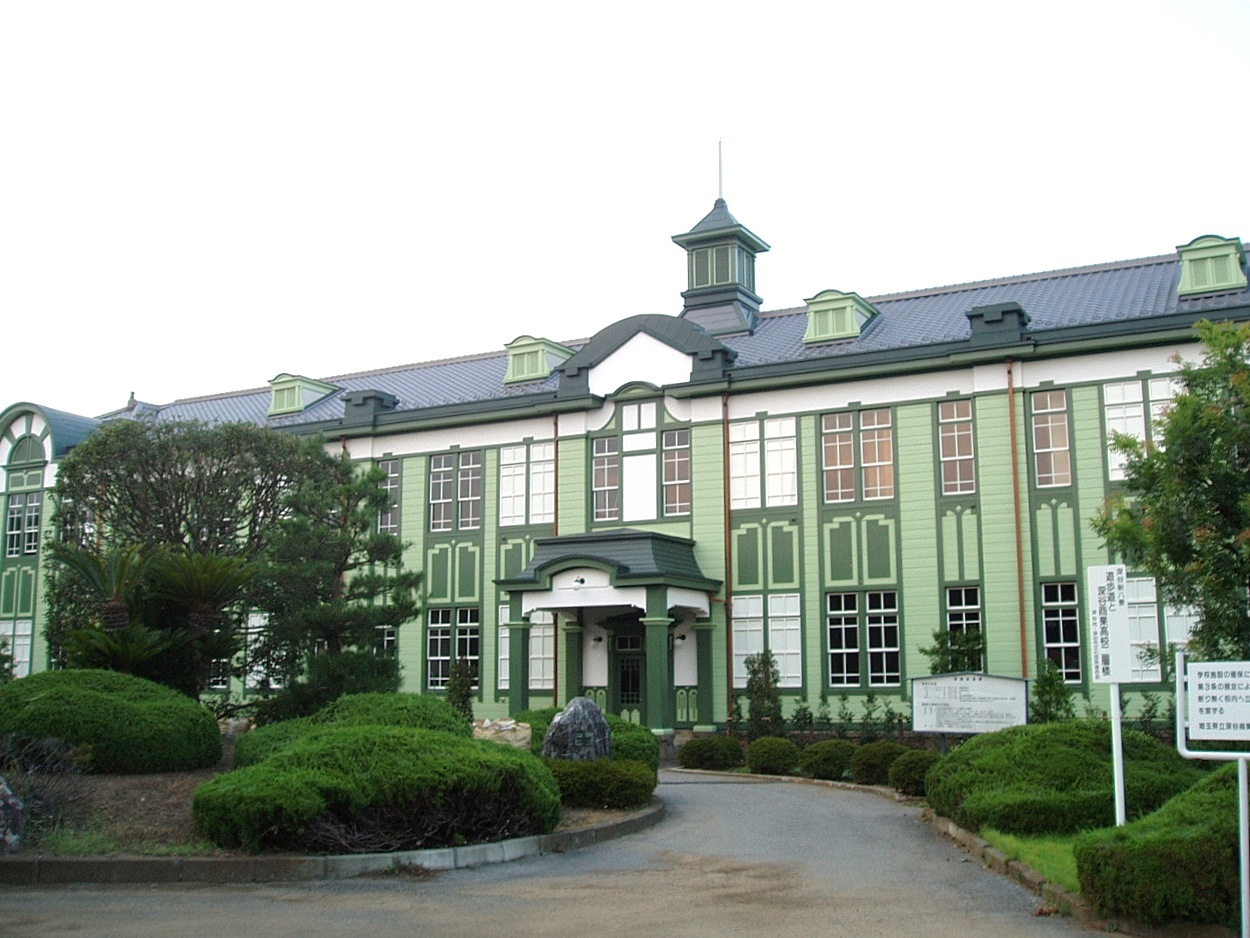
埼玉県立深谷商業高等学校記念館（小橋姉妹が通う東京の高等女学校）

## あらすじ
物語は「戦前編」、「戦中・戦後編」に分かれている。

### 戦前編
1958年（昭和33年）の東京。戦後すぐ三姉妹が立ち上げた生活総合雑誌「あなたの暮し」はベストセラーとなり、出版社は活気に溢れていた。そして姉妹の長女で社長の常子は、断られた原稿依頼先に自ら直接懇願しようと思いつき、事務所を飛び出し一目散に走り抜けていた。
遡ること28年前の1930年（昭和5年）の静岡浜松。発想豊かで行動的な10歳の少女・小橋常子、その妹で9歳の次女・鞠子、同じく妹で4歳の三女・美子は、子煩悩な父・竹蔵、心優しい母・君子と共に暮らしていた。しかし竹蔵は年末に結核にかかり、翌年には自宅内で隔離生活を送るほどに悪化する。常子のアイデアで、毎年楽しみにしていた家族との花見を実現できた竹蔵は、その夜常子に父の代わりをすることを約束させ、3日後に他界する。竹蔵の死後、常子は「とと姉ちゃん」として家族の日常を守る父の代わりを務めることを誓う。
4年後の昭和10年4月、常子は女学生になっていた。戸主となった常子は、父の役目を遂行出来ない現実にぶつかったり、父不在が原因で美子が傷つき悩むこともあったが、アイデアと努力で乗り切り家族の結束を固めていく。しかし、竹蔵の職場からの遺族支援金打ち切りが通告され、このままの生活を続けることは困難と判断した君子は、娘たちに自身の母・青柳滝子が健在であることを打ち明け、彼女の世話になろうと考えていると告げる。姉妹も賛成し、一家は東京・深川にある君子の実家「青柳商店」に身を寄せる。
滝子や青柳商店の人々に歓迎され、新たな生活を始めた小橋一家だったが、常子の将来を巡って君子と滝子は喧嘩をしてしまい、君子は娘たちを連れて再び家を出る。折しも住込み女中を募集していた隣家「森田屋」に雇用され、一家は森田屋の2階に間借りする。当初は、仕事に不慣れで怒鳴られてばかりだったが、次第に努力と心意気が認められるとともに森田家に受け入れられていく。一方、店の激務をこなしながら、常子と鞠子は東京の高等女学校の編入試験に合格。常子は学内で中田綾と出会い、再試験の勉強を教えてもらったことを機に友情が芽生える。また、店の配達途中に出会った星野武蔵を当初不審に思っていたが、空腹で倒れた彼を助けたことを機に親交を深めていく。
森田屋に移り住んで3か月後、滝子が孫たちを取り込もうとしていると君子は思い込み、母娘の溝は更に深くなる。同じころ、竹蔵が生前、家族に内緒で滝子と君子の関係修復に動いていたと知った常子は、彼と同じく関係修復に奔走する。竹蔵の思いや、不仲が原因で美子が寂しい思いをしていたこと、更に滝子の愛情を知り気持ちが氷解した君子は、滝子を許し和解する。
高等女学校5年生になった常子は、担任教師・東堂チヨの教えに感銘を受ける。彼女の勧めで『青鞜』を読み、卒業後は男性並みに稼ぎたいと思うようになった常子は、実業家の仕事に興味を持ち練り歯磨きの開発と販売を試みるも、結局失敗に終わる。そして家計と、作家を目指す鞠子の大学進学のために、当時の女性として高給であるタイピストへの就職を決意する。
常子は猛勉強して鳥巣商事のタイピスト採用試験に臨み採用され、女学校卒業後は同社の浄書室に配属される。当初、責任者・早乙女朱美から、未熟さを理由に仕事を回してもらえず、他部署の男性社員の雑用を勝手に手伝うと阻害されていたが、上司に仕事の出来を高評されたことを機に彼女に認められ、タイピストの仕事を依頼されるようになる。入社から3週間後、初月給をもらった常子は、滝子に借りていた学費の一部を返し、家訓でありながらも家計の事情で中止されていた「月1回の家族での外出」を復活させる。
1年後の1938年（昭和13年）、常子は一人前のタイピストとして同僚たちから信頼を置かれるまでになり、武蔵とは週1回近況報告し合う友人関係が続く。鞠子は帝都女子大学に進学し、早稲田大学生たちとの文学研究に傾倒。裁縫が得意な高等女学生になった美子は、戸主として振る舞い家訓に囚われる常子に辟易するようになってゆき喧嘩が勃発し、2人の仲は数か月に渡り険悪になる。常子は、家族を優先してばかりの自身に対する妹たちの気兼ねを鞠子から知らされ、複雑な思いの中、大阪行きが決まった武蔵から求婚される。嬉しい気持ちと裏腹に父との約束を気にして苦悩するが、早乙女からの応援と美子の心の成長を知ったことで家族を見守りたいと思い、武蔵に別れを告げる。

### 戦中・戦後編（1940年代）
1940年（昭和15年）、常子は職場の先輩に誘われてビアホールに行くが、男性客に絡まれ乱暴され、通りすがりの不良・お竜たちに助けられる。警察に事情聴取され常子は無罪釈放となるが、事件が誤解された形で上司に伝わり懲戒解雇される。同じころ森田屋は、経営難と、妊娠した一人娘・富江を労るために、高崎への移転を決めて東京を去り、小橋母娘は再び青柳家の世話になる。そして、タイピストへの再就職が見つからない常子は、甲東出版の事務に就職する。
常子は甲東出版で働くなか、内務省職員で挿絵・標語作家の花山伊佐次と出会う。男女平等な社風もあり常子の提案が雑誌記事に採用されるが、検閲により問題内容と判断されて編集長・谷誠治が逮捕拘束、掲載ページは削除が命じられる。一方、滝子は再生不良性貧血を患い様体は悪化、戦争により経営が次第に圧迫されていた青柳商店は1942年（昭和17年）陸軍に店舗兼住宅建物の供出を求められたことを機に廃業を決める。滝子は木曽の療養地へ移り、小橋母子は目黒の借家に転居する。
1944年（昭和19年）、戦局は激しさを増していく。甲東出版の社員たちは徴兵されていき、やがて独り残された常子は社の蔵書で貸本業を営む。妹たちは学校を卒業し、鞠子は軍需工場の事務職、美子は軍服の縫製工場で働くが、美子の宝物を物々交換に差し出す程に食糧事情は厳しく、更に隣組組長に理不尽な言動をされ怒りを堪えながら小橋家は日々を暮らしていく。1945年（昭和20年）、常子は東京大空襲から焼け出された人々の群れの中に妹弟を連れて歩くお竜を見つける。小橋家に招かれ休息するお竜は、戦争が終わったら色々な事を知りたいという希望を常子に話し、翌日避難先へ旅立っていく。小橋母子が空襲や女世帯の危険に不安を感じ始めたある日、突如叔父の小橋鉄郎が訪れ、彼女たちのために同居を始める。そして8月、玉音放送を聞いた常子は、戦争に負けた悔しさを感じつつも、自由に雑誌を作れる喜びに心を弾ませる。
甲東出版は社員らが帰還して雑誌の復刊に全力を注ぐ。食料難は続く一方で闇市が活気を見せる中、小橋家は、戦地からの引揚者に職を奪われて鞠子は失業し、常子の給料と君子・美子の内職の収入で日々を食いつないでいた。ある日、綾が小橋家を訪ねてくる。夫や資産を戦争で失い、どん底の生活に追い詰められながらも、青鞜の教えを胸に生きている綾を見た常子は、戦争で翻弄されてきた女性のために雑誌を作ろうと決意。鉄郎の助言もあって甲東出版を退職して出版社を立ち上げ、妹たちの協力を得て女性向け雑誌を発行する。初版は完売したが程なく安い模倣品が出回り、更には粗悪な紙質が悪評に転じ、増刷分は売れずに終わる。次号販売に向け、新聞編集長経験を持つ花山から雑誌の評価を聞き出した常子は彼に編集長になってもらおうと何度も懇願する。当初は戦時中の反省から筆を置いたことを理由に、頑なに断り続けた花山だったが、雑誌の販売に生活を掛ける小橋一家の事情を偶然耳にしたことと、常子の雑誌作りへの思いが心に残り、1度限りの条件で雑誌作りを指南し、結果、第2号の雑誌は好評のうちに完売する。その後、人々の暮らしを豊かにする雑誌を作りたい思いに駆られた花山は、常子に説得され正式に編集長の職を引き受ける。
常子と花山は、新たに創刊する雑誌第1号の目玉記事に洋服をテーマに決める。花山と小橋姉妹が取材を重ねた結果、貧しい暮らしの中で洋服用の布が入手できないことや洋服を縫う技術が無く悩む女性が多いことが判明。花山は手持ちの少量の布で簡単に出来る直線裁ちのワンピースを考案し、作り方を記事に掲載する。雑誌名は「あなたの暮し」に決定し、新聞広告の反響もあって第1号の売れ行きは好調となる。常子たちは次号の資金集めや宣伝を兼ねて直線裁ちのワンピースの講座を開講するが、直線裁ちワンピースの流行に危機感を持った洋裁学校からの嫌がらせを受ける。
出版社に送られた手紙をきっかけに、常子は東堂と再会する。自慢の自宅は戦争で焼かれ、親戚宅の物置小屋で夫婦で不自由な生活を送っている東堂の様子を見た常子たちは、彼女の住居の模様替えを雑誌の目玉記事に決める。花山のアイデアで果物箱で家具を作り、東堂のかつての教えを参考に常子たちが家具に装飾を施した自宅を見た東堂夫婦は心からの笑顔を取り戻す。
一方、雑誌の売上は右肩下がりとなり、常子は経費のため雑誌に広告の掲載を提案するが、記事の自由と信頼を理由に花山から猛反対される。それでも逼迫した現状から、常子は広告掲載を決行するが、事後報告を受けた花山は憤り退職する。しかし窮地を逃れたものの、広告主から記事に口出ししない約束を反故にされたことで、常子は契約を打ち切る。素直に花山に謝れない常子を察し、美子は谷に相談する。谷の仲介で謝罪した常子と和解した花山は、彼女のアイデアで取り上げたホットケーキのレシピ記事の編集で力量を発揮し、雑誌の売れ行きは好調に転じる。

### 戦中・戦後編（1950年 - 1988年）
1950年（昭和25年）になり、あなたの暮し社の経営が安定してきたころ、鞠子は交際相手で経理担当者の水田正平から求婚される。鞠子は返事を保留するが平塚らいてうとの対面を機に考えが変わり水田との結婚を決める。
あなたの暮し社の経営は順調に伸びていき、社員が大幅に増え社屋も拡大する。1955年（昭和30年）、物に溢れる世情になったが粗悪品も多く出回るようになったことに気づいた常子たちは、商品を検査比較する記事を企画する。第1弾として石鹸を取り上げるが、成分調査会社から取引会社とのしがらみを理由に社名を公表しないことを懇願され、比較企業は匿名で掲載することとなる。次号からは自社で調査することを決めた常子たちは、検査室を新たに設け、歯ブラシを比較調査し社名や結果を掲載したところ、雑誌の販売部数は大幅に増える。以後、常子たちは採算が負になる覚悟で、消費者たちのために商品比較記事を続けていく。商品試験は家電にもおよび発行部数は40万部に上るが、大手家電メーカー・アカバネ電器製造は酷評記事に怒り、あなたの暮し出版に嫌がらせをする。一方で、商品試験に信憑性を問う新聞記事が掲載され、常子たちは雑誌を支持する読者たちのために、家電メーカーや新聞記者の前で商品試験を公開する。その結果、試験内容の疑いは晴れるとともに、アカバネ電器製造の不正が明らかとなる。
同じころ、常子は取材先で、都内に戻り父子家庭生活を送る星野と偶然再会し、彼の子供たちに気に入られたこともあり交流を再開していく。2人はやがて周囲が認める恋仲になるが、星野が子供たちとの生活を優先するために名古屋支社への転勤を決断し関係は終局する。
1958年（昭和33年）、美子はキッチン森田屋の後継者・南大昭と結婚。妹夫婦たちの熱望もあり、常子は目黒の自宅と土地を買い取り、家を建て替えて母と妹たち一家合わせての大世帯で生活を始める。1964年（昭和39年）、あなたの暮らしの発行部数は75万部を突破。一方、君子は癌が発症し、娘たちに小さな幸せの積み重ねや娘を誇る思いを伝えて1965年（昭和40年）1月にこの世を去る。花山から兼ねてより執筆を勧められていた常子は、母に倣い人々にさり気なく生活に彩を与える言葉や知恵を伝えようと考え、エッセイ「小さなしあわせ」を雑誌に連載。好評を得て8年後には単行本化する。
1973年（昭和48年）、鞠子の娘・水田たまきが、あなたの暮し出版に入社。女性社員が7割を占める社内であったが、育児と仕事の両立に悩み退職を決意した社員・藤ヶ谷寿美子の現状を知った常子は、1974年（昭和49年）に在宅勤務を導入するなど率先して女性が働きやすい勤務体制への改革に乗りだす。同じころ、心筋梗塞を患い体調を崩しがちになった花山は取材旅行を強行するが、旅先で倒れ病院に搬送される。戦時中の生活を取材し記録として残し人々へ伝えたい花山の思いを知った常子は、読者に戦時中の暮しの話の公募を提案。花山は提案を受け入れ、病床で編集指揮を取り発行した戦争特集号のあなたの暮しは、発行部数100万部を超える。
その後も花山は自宅療養しながら編集長を続けるが、読者や小橋三姉妹に感謝の言葉を遺し、1975年（昭和50年）1月に死去。それから2か月後、あなたの暮しは雑誌の最高栄誉といわれる日本出版文化賞を受賞する。
ある日、常子の夢に竹蔵が現れる。父代わりを託したことを竹蔵から詫びられた常子は、とと姉ちゃんとして人生を歩んできたからこそ女性のために雑誌を作り幸せな生活を得ていることを語る。竹蔵に褒められ目覚めた常子は、父の死の直後に目標を掲げた短冊を、そっと机の引き出しにしまう。
時は流れ、1988年（昭和63年）、あなたの暮し出版は活気に溢れていた。社長で編集長の常子は、編集員のミスを直接原稿依頼先に詫びようと思いつき、事務所を飛び出し一目散に走り抜けていた。

## 登場人物

### 主人公
小橋 常子（こはし つねこ）
演 - 高畑充希（幼少期：内田未来）
本作の主人公。1920年生まれ。無鉄砲であるが発想豊かで責任感の強い性格。口癖は「どうしたもんじゃろのぉ」。名前の由来は百人一首の鎌倉右大臣の句から採られている。
竹蔵の遺言で、父の代わりになることを託されて以来「家族を守る」「妹たちを嫁に出す」「家を建てる」との目標を立て、「とと姉ちゃん」として奮闘する。
生前の竹蔵の望みに従い、浜松の高等女学校へ進学後、1935年（昭和10年）家庭の都合で東京・深川に転居したことにより、同年秋に東京の高等女学校に編入する。高等女学校5年時には実業家を目指して練り歯磨きの製造販売を試みるが、就職する方が最善と思い直す。高等女学校卒業後は和文タイピストとして鳥巣商事に入社し、総務部浄書室に配属され、3年間勤務する。
1940年（昭和15年）、職場の先輩と立ち寄ったビアホールで警察沙汰となったことを理由に懲戒解雇され、甲東出版の事務員に再就職する。
終戦後、女性のための雑誌を作る決意を固め、甲東出版を退職し出版社を起業。ファッション雑誌を2号刊行した後、花山を正式に編集長に迎え生活情報雑誌「あなたの暮し」を創刊したことを機に社名を「あなたの暮し社」と命名する。
『暮しの手帖』の出版元である暮しの手帖社創業者の大橋鎭子をモチーフにしている。

### 小橋家の人々
小橋 竹蔵（こはし たけぞう）
演 - 西島秀俊
常子の父。浜松の染物工場「遠州浜松染工」の営業部長。
幼いころに両親を亡くし、弟・鉄郎と共に親戚の家をたらい回しにされた過去があり、しかも当時はどこの家庭も父親が威張っているのが普通だったために「父親が威張っている家庭は幸せそうに見えなかった」と考えて家族では子供達の前でも威厳を一切見せずとても穏やかに振る舞い、「相手が子供でも1人の人間として対等に接すること」と「当たり前の家族の生活を大事にすること」を心がけている。
他の家庭の父親とは違って声を荒らげることはなく、穏やかに諭す。家庭では敬語を使っている。
1930年（昭和5年）の年末に結核を患い、翌年の春に息を引き取る。
生前は君子と滝子の不仲を気にかけて家族に内緒で青柳商店を訪れたり、滝子に小橋家の様子を報告する手紙を送り続けていた。
小橋 君子（こはし きみこ）
演 - 木村多江（幼少期：宮野叶愛）
常子の母。旧姓は青柳。おっとりしているが努力家。家族を守る強い意志を持っている。長女の常子と同様、名前の由来は百人一首の光孝天皇の句から採られていると思われていたが、藤原義孝の句から採られていることが隈井の証言により判明する。
夫・竹蔵の亡き後は遠州浜松染工で検反の仕事を始め、同社からの遺族支援金と貯金を切り崩して糊口を凌いでいくが、支援金打ち切りを宣告されて滝子に頼み込み、一家で深川の実家に帰郷する。しかし、子供自身に進路を決めさせたい意向に反する滝子と再び喧嘩となり、娘たちを連れて家出し隣家の「森田屋」に住込み、女中として働く。森田屋が高崎へ移転後は失業し再び娘たちと実家に戻るが、程なく滝子が店舗兼住居を手放すことを決め、1942年（昭和17年）隈井が手配した目黒の借家に娘たちとともに移る。
終戦直後は家計のため美子と内職を始めたが、常子の出版社立ち上げ後は専業主婦に戻って家庭を守る。
花山との初対面時には花山を大工と勘違いして自宅に招き入れた。
1964年（昭和39年）癌に罹患し、翌年、静かに息を引き取る。
小橋 鞠子（こはし まりこ） → 水田 鞠子（みずた まりこ）
演 - 相楽樹（幼少期：須田琥珀）
常子の長妹。次女。1921年生まれ。慎重な性格。名前の由来は生まれたばかりのころ、鞠の様に丸い容姿だったことから。父・竹蔵から「餅子（もちこ）」と名付けられそうになっていた。
浜松の高等女学校3年時には、運動は苦手ながら成績優秀で級友らからも一目置かれるようになる。常子と同じく、1935年（昭和10年）の秋に東京の高等女学校に編入する。4年時に、東堂先生の教えを受けた常子の勧めで「青鞜」を読んだことや、実業家を目指し奮闘する常子の姿を見たことで、家庭の事情で諦めていた、大学の文学部へ進学し作家になる希望を強め、高等女学校卒業後は帝都女子大学に進学。しかし森田屋の移転による母の失業や、時勢や滝子の体調不良で青柳商店の経営が傾いたことから、大学卒業後は工場の事務職に就職。終戦後は引揚者に職を奪われて失業し、常子が立ち上げた出版社の記者を務める。一方、常子の出版社立ち上げの際に闇市で出会った水田と2年の交際・紆余曲折を経て結婚、退職する。
小橋 美子（こはし よしこ） → 南 美子（みなみ よしこ）
演 - 杉咲花（幼少期：川上凛子、少女期：根岸姫奈）
常子の末妹。三女。1926年生まれ。ちゃっかり者でひょうきんな性格。名前の由来は、生まれたばかりの時に見た朝焼けが美しかったことから。
尋常小学校4年時は、父を含めた家族の話で盛り上がる級友たちの話について行けず、学校内で暗く孤立するようになるが、地域の運動会に常子・鞠子が二人三脚に出場したことがきっかけで改善していく。
深川に転居し森田屋で生活を始めてからは、君子の目を盗んで、友達を連れて滝子におやつをねだるようになるが、やがて君子に配慮した滝子に距離を置かれ友達も離れていく。忙しい母や姉にも相手にされず、独りで川岸で遊び転落して溺れるが、常子に発見・救助され、一命を取り留める。そして、この件が君子・滝子の和解のきっかけの1つになる。
1938年（昭和13年）、姉たちの母校の高等女学校に進学し、竹蔵似のたくましさを持つ少女に成長する。勉強はそこそこだが裁縫が得意で、青柳商店の繕い物を引き受けるようになる。高等女学校卒業後は勤労奉仕で軍服の縫製工場で働く。終戦後は常子が立ち上げた出版社の服飾調査担当を務める。
1958年（昭和33年）、兼ねてより交際していた南の求婚を受け結婚。長女・真由美を出産後も仕事を続ける。
1988年（昭和63年）時では、眼鏡を着用している。
小橋 鉄郎（こはし てつろう）
演 - 向井理
常子の父方の叔父。兄・竹蔵とは反対にいい加減で飽きっぽく調子者な性格。一攫千金を狙って職を渡り放浪しているが、いずれも失敗している。そんな性質から不吉をもたらすことが多いために小橋母子からは訪問を疎まれているが、夜中に医者を呼びに行く常子・鞠子に付き添ったり、戦時中には小橋家に同居し女所帯を守るなど、頼りになる一面を見せることもある。
終戦後は、家を支えるために事業を立ち上げることを常子に勧め、彼女が出版社を創立するきっかけの1つになる。
小橋姉妹が女性向け雑誌第1号を発行して間もなく、小橋宅を出て新潟へ旅立つ。ハタハタ漁を始めるも失敗し、共同事業者の男性の家業である魚沼の米農業を継ぎ成功を収めた。
1958年（昭和33年）、新聞で常子の出版事業の成功を知り、妻・幸子を連れて小橋家を訪れる。
小橋 幸子（こはし さちこ）
演 - 岩崎ひろみ
鉄郎の妻。兄の事業が失敗し、鉄郎に助けてもらう。

### 遠州・浜松の人々
杉野を除いて、常子達が東京へ転居して以来登場していない。

#### 遠州浜松染工の人々
杉野 栄治（すぎの えいじ）
演 - 田山涼成
遠州浜松染工の社長。
母子家庭となった小橋家を気にかけ、一家が深川へ転居後は、出張ついでに訪ねてくる。その際に、竹蔵が生前、家族に内緒で青柳家に交渉していたことを明かす（第35回）。
山田（やまだ）
演 - 田中幸太朗
竹蔵の部下。
地域の運動会では竹蔵と組んで二人三脚に参戦し、雄姿を見せる。

#### その他の遠州・浜松の人々
大迫 博文（おおさこ ひろふみ）
演 - ラサール石井
大手企業「西洋紡」の専務。
取引開始を前提に接待をする竹蔵と杉野に対して横柄な態度を取る。大切にしていた絵画が竹蔵の娘の鞠子、美子によって落書きされた際は事情を理解し竹蔵を咎める事はせず、むしろ酔い潰れた勢いで竹蔵に差し上げると宣言したことが原因であったため、「悪かったねぇ。大事にさせて。」と謝罪し、安物の絵画だったことから弁償する必要はないという理由で竹蔵に譲った。
玉置 茂雄（たまおき しげお）
演 - 大内田悠平（幼少期：市村涼風）
常子の幼馴染。玉置三兄弟の長男で、常子の同級生。常子・鞠子が高等女学生時には染物職人として働いている。小橋三姉妹と会う度に食ってかかっていたが、地域の運動会で怪我の手当をしてくれたことを機に、常子に恋をする。
玉置 正雄（たまおき まさお）
演 - 加藤諒（幼少期：上條靖弥）
常子の幼馴染。玉置三兄弟の次男で鞠子の同級生。常子・鞠子が高等女学生時には染物職人として働いている。兄・茂雄とともに、小橋三姉妹に食ってかかる。
玉置 幹雄（たまおき みきお）
演 - 藤野大輝（幼少期：古島裕敬）
常子の幼馴染。玉置三兄弟の三男で美子の同級生。小学時代、学校内で孤立する美子をいじめていたが、地域の運動会での常子・鞠子の二人三脚を見て考えが変わる。
渡辺 正則（わたなべ まさのり）
演 - 細山田隆人
美子の尋常小学校の担任。常子・鞠子の担任でもあった。
田中先生（たなか）
演 - 高橋修
浜松の高等女学校の常子の担任。
里中（さとなか）
演 - 田口主将
小橋家の主治医。

### 東京の人々

#### 深川・青柳商店の人々
200年続く老舗製材問屋。1942年（昭和17年）戦争による経営難と滝子の体調不良により廃業する。
青柳 滝子（あおやぎ たきこ）
演 - 大地真央
青柳商店の女将。常子の祖母で君子の実母。夫・浩（君子の実父）亡き後に再婚するも、2度目の夫・平助も死去している。幼少期の君子を厳しく育てる一方、彼女を守ることを誓うなど愛情をかけてきた。君子と竹蔵の結婚に猛反対し、君子と絶縁していた事情から、孫たちには故人と思われていた。
人々の日常生活を守る家業に誇りを持つ。孫たちには懐深く優しい一方、不正を犯した従業員や孫たちに凄むチンピラなどにも正面から立ち向かい啖呵を切る、きっぷの良い江戸っ子気質の持ち主。ワンマンな性格が原因で君子に疎遠にされて以後は、従業員の意見を聞くように変わる。隣人のまつとは、顔を合わす度に嫌味を交わしている。
浜松で生活苦に悩む君子母娘を温かく受け入れる。常子の聡明さを気に入り、将来清の嫁にして家業を継がせたいと考えるが、反対する君子と再び喧嘩となる。その結果、彼女たちを追い出すこととなるが、隈井からの支援の名目で小橋姉妹の学費を出したり、美子におやつを与えたりと母子を気にかける。3か月後、君子の誤解が解け、和解する。
1940年（昭和15年）に再生不良性貧血を発症して以来、床に伏すことが多くなる。戦局が激しくなるにつれ自身の納得いかない経営条件や依頼を陸軍から強いられるようになり、1942年（昭和17年）国のために店舗兼住宅を陸軍に提供する名目で青柳商店を畳んで深川を去り、戦時中に木曽の療養地で息を引き取る。
隈井 栄太郎（くまい えいたろう）
演 - 片岡鶴太郎
青柳商店の番頭。
滝子と不仲の君子や小橋姉妹を気にかけ、滝子に助言をしたり森田屋の様子を伺うなどしている。酒癖が悪く、酔うと口が軽くなったり暴言を吐いたりする。
青柳商店廃業後は、息子夫婦の世話になることを示唆する。
青柳 清（あおやぎ きよし）
演 - 大野拓朗
滝子の養子で、君子の義弟。
初対面の常子に顔を近づけて見たところから常子に驚かされる。
明朗な性格で、常子たちには忙しさを主張しつつ自慢を織り交ぜて話をするが、滝子の前では萎縮している。
戦争により経営が傾いてきたことから1940年（昭和15年）「日本木材統制株式会社」に就職。悪条件ながらも青柳商店へ仕事の依頼を引き受けてくるなど、店の存続のために努力するも滝子に心から後継者として認められず落胆する。1942年（昭和17年）木曽の療養地に移る滝子に同行することを決める。

#### 深川・森田屋の人々
80年続く老舗仕出弁当店。関東大震災後、浅草から青柳商店の隣に転居した。1940年（昭和15年）、食材の入荷困難や減収により東京での生活が困難を極め、軍需景気に沸く高崎へ移転する。
森田 まつ（もりた まつ）
演 - 秋野暢子
森田屋の大女将。歯に衣着せぬ性格だが一本筋は通っている。「店の味と信頼を落とさないこと」がモットー。滝子とは、深川に転入時の挨拶で言葉遣いの間違いを笑われて以来の犬猿の仲。
家出し、路頭に迷った小橋母娘を雇い入れる。仕事に不慣れな母娘の尻を叩くが、松と竹の弁当の届け先を間違えた際には、松の客だけではなく竹の客にも謝罪した彼女たちの心意気を気に入る。
息子夫婦が切り出した高崎移転に当初は猛反対するが、妊娠した富江の身を労るために承諾し、再び東京に戻ることを誓い深川を去る。
終戦後に体調を崩し、息を引き取る。
森田 宗吉（もりた そうきち）
演 - ピエール瀧
森田屋の大将（まつの息子）。荒くれ者で口は悪いが人情味には厚い。
将棋好きで、仕事の合間には長谷川や隈井と対局している。
終戦後、照代とともに東京に戻り、和洋食店「キッチン森田屋」を開業。雑誌「あなたの暮し」の料理記事に協力する。また、水田と鞠子の結婚式の媒酌人を務める。
1958年（昭和33年）、従業員である南の腕前を認めたことと加齢や腰の限界から、南に店を譲り高崎に住む富江夫婦の世話になることを告げる。
森田 照代（もりた てるよ）
演 - 平岩紙
宗吉の妻。穏やかで親切だが、「目が笑っていない」と周囲からは思われがち（自覚もしている）。
家事育児や店の仕事を完璧にこなし、家族仲を円滑に保つために陰ながらに立ち回る、富江が憧れる母であるが、宗吉の浮気を疑うと彼の顔に引っかき傷を付けたり、家族が大声で喧嘩を始めると雷を落とす恐ろしい一面を持つ。
森田屋が経営困難に陥った際、実兄が高崎で食堂経営を成功させていることを知り、一家での移転を切り出す。
終戦後、儲けを重視し洋食屋を始める宗吉の決意に対し、まつの遺志を継がないことで複雑な思いを抱くが、やがて思いを理解した宗吉の和洋食店へ方針転換の案に了解する。
森田 富江（もりた とみえ）
演 - 川栄李奈
宗吉・照代夫婦の娘。鞠子とは同い歳だが、小学校卒業後は自らの希望で進学せず森田屋で働き出す。
家業が心底好きであり、女学校の制服に憧れて常子の勧めで着用して遊びに出かけたものの、仕事が気になり早々に帰宅する。その際に長谷川から制服姿を褒められたことを機に、周囲に内緒で彼と交際する。
1940年（昭和15年）長谷川の子を身籠り、結婚する。
長谷川 哲典（はせがわ てつのり）
演 - 浜野謙太
森田屋の板前。調子者で気の良い性格。
富江と結婚し、森田一家とともに高崎へ移転後は出征したが終戦後に無事復員。
高崎に移転して以来、妻・富江と共に登場していないが、1958年（昭和33年）店を任されるまでに板前として成長したことが宗吉・照代に語られる。

#### 高等女学校の人々
中田 綾（なかだ あや） → 村野 綾（むらの あや）
演 - 阿部純子
常子の級友。孤独を好む性格だが、裕福な家柄の帰国子女の上に成績は学年一番で、美しい容姿から下級生たちからの人気は高い。
編入したばかりの常子につれない態度をとるものの、彼女に懇願され勉強を教えて以来、交流を始める。
高等女学校卒業後は、親の勧めで名古屋の医師と結婚し長男を儲ける。しかし、夫は派遣された満州で戦死し、子供を連れて実家に戻るも東京大空襲に罹災し、実父と自宅を失う。終戦後は実母・長男とともに蒲田に移るが、貧困に苦しみ、間借り先の家主からきつい仕打ちを受ける。その後、生活のためにカフェ浪漫で女給として働く。
戦時中に青鞜に書かれた言葉を支えに生きてきたことを常子に打ち明け、彼女が出版社を立ち上げるきっかけの1つになる。
「あなたの暮らし」のモニターや商品試験に協力を続け、1964年（昭和39年）の時点では社員として採用されている。
担任教師
演 - 築山万有美
常子の高等女学校4年時の担任。
大倉（おおくら）
演 - 三浦萌
常子の同級生。編入したばかりの常子が着用していた浜松の高等女学校の制服をバカにしたり、常子と星野の仲を噂する。挙句には、常子が学内試験で不正したかの様に工作する。
女生徒
演 - 今泉彩良
常子の同級生。友人の大倉とともに常子に意地悪をする。
女生徒
演 - 来栖梨紗、室井みなみ、仲村風香、平山沙絵
常子の同級生。
後藤（ごとう）
演 - おのののか
常子の同級生。定員1人であるタイピスト就職の学内推薦決定者。急に結婚が決まり推薦を辞退したことにより、常子が推薦を獲得する。
東堂 チヨ（とうどう ちよ）
演 - 片桐はいり
常子の高等女学校5年時の担任で国語教師。新進的な思想や、中庭で戯曲の発声練習をしていることなどから、生徒たちから変わり者と思われている。
女性の自由平等や、雑誌「青鞜」を教え、常子と鞠子の将来への考えに大きな影響を与える。
空襲で駒込の自宅が全焼し、終戦後に夫とともに親戚宅の物置に間借りし不自由の多い生活を送る中小橋姉妹と再会。あなたの暮し第2号の目玉記事の取材に協力する。

#### 鳥巣商事（とりすしょうじ）の人々
常子が新卒入社する文具会社。
山岸 隆一（やまぎし りゅういち）
演 - 田口浩正
総務課長。常子の就職試験の面接官の一人。女性を見下し、早乙女や常子の訴えを聞き流す。また、日和見主義で、浄書室の揉め事について声高な方に味方をし、上司の佃に媚を売る。
上野常務の姪を縁故採用させようと和文タイピストの人員整理を考えるなか、酔客に絡まれた常子について警察からの問い合わせを受けたことと、多田の言い分を鵜呑みにして常子を解雇する。
早乙女 朱美（さおとめ あけみ）
演 - 真野恵里菜
先輩タイピスト。浄書室の責任者。
仕事は優秀でプライドが高く、男尊女卑な社風に憤りを感じている。
タイプの腕前が未熟な常子に仕事を与えず、待機と浄書室の雑用を命じる。男性社員からの雑用を安請け合いする常子と対立するが、部長から仕事ぶりを評価された彼女を認め、1年後には信頼を置くように変わる。やがて解雇を告げられた常子に対し、代替はいくらでもいる社の体制を嘆きつつ優しく諭す。
多田 かをる（ただ かおる）
演 - 我妻三輪子
先輩タイピスト。常子と同じく和文タイプ担当。5人の弟との生活を養うために働いている。
早乙女たちにいびられる入社したての常子を心配しつつ見守る。1年後には、常子が私生活を打ち明けるほど親しくなる。
身の上相談をするために常子をビアホールに誘った直後、和文タイピストを1名人員整理する上司らの会話を盗み聞きする。その後、ビアホールで常子とともに男性客に絡まれて独りで逃げ去る。この件について、自身と家族の生活を守ろうと常子を解雇対象にするために山岸に虚偽の報告をし、常子には謝罪しつつ同情を引こうと弁明する。しかし常子に許されず、彼女の退職日には職場を不在にする。
諸橋 道子（もろはし みちこ）
演 - 野村麻純
先輩タイピスト。英文タイプ担当。戦時色が強まり自粛を求められる世情を気にせず、おしゃれや恋を楽しむために働いている。
早乙女に加勢し、入社したばかりの常子に嫌味を発するが、1年後には常子に信頼を置き仕事を依頼するように変わる。
社内の男性社員数名との浮き名を流していたが、そのうちの1人である営業課員・奥寺の妻に嫉妬され、社内で揉み合いとなる。しかし奥寺は処分されずに自身のみが事実上懲戒解雇され、浄書室を去る。
タイピスト
演 - 菅野莉央、長谷川眞優、水島仁美
先輩タイピスト。
早乙女に加勢し、入社したばかりの常子に意地悪をする。
坂田 徳之助 （さかた とくのすけ）
演 - 斉藤暁
給士。
営業課の雑用のために残業する常子にキャラメルを1つ差し入れる。常子が退職時には餞別として複数のキャラメルを贈る。その時に包んでいた新聞紙の求人広告を後に常子が偶然目にし、甲東出版への就職のきっかけになる。
佃 博文（つくだ ひろぶみ）
演 - 斎藤洋介
総務部長。常子の手書き書類を「読みやすい」と高評価する。
上野常務の姪を和文タイピストに縁故採用させようと山岸に依頼したことが、常子の解雇の原因となる。

#### 甲東出版の人々
常子の第二の就職先。文芸雑誌「新世界」を発行している。終戦後、大手出版社に吸収合併される。
五反田 一郎（ごたんだ いちろう）
演 - 及川光博
記者。
妻子持ちでプレイボーイ。事務職の求人を見て訪れた常子を口説こうとする。
1944年（昭和19年）に赤紙が届く。母子家庭を支える常子を気遣い、自身が出征後は甲東出版の蔵書で貸本業を始めるよう常子に依頼する。
終戦後は復刊する雑誌の掲載小説の執筆。甲東出版が吸収合併された後は小説家に転職し、文学賞である直川賞を受賞する。
新潮社は、日本読書新聞において大橋鎭子と同僚だった作家の柴田錬三郎がモデルとしている。
谷 誠治（たに せいじ）
演 - 山口智充
社長兼編集長。
事務員募集に応募した常子を快く採用する。
男女平等の考えを持ち、常子のアイデアに共感し雑誌に取り上げる。しかし検閲で引っかかったことに反論し、警察に逮捕一時拘束された後、記事の削除の処分に応じる。
1944年（昭和19年）の時点では、出征している。
復員後は雑誌の復刊に力を入れる。
相田良輔（あいだ りょうすけ）
演 - 兒玉宣勝
編集員。1944年（昭和19年）の時点では、出征している。復員後、編集員に復活する。
富樫隆彦（とがし たかひこ）
演 - 笠原秀幸
編集員。1944年（昭和19年）の時点では、出征している。復員後は療養を経て、編集員に復活する。
新入編集員
演 - 守谷勇人
編集員。常子が退職したのちに甲東出版に入社する。

#### 目黒の人々
三宅 光政（みやけ みつまさ）
演 - 有薗芳記
隣組の組長。
息子が出征している事情もあり、軍事標語を信条に小橋家を始め地域の住民らを厳しく指導する。しかし息子が戦死するとショックで茫然自失状態に陥った。
工藤 せつ（くどう せつ）
演 - 西尾まり
近隣住民。
真中 稲子（まなか いねこ）
演 - 三谷悦代
近隣住民。

#### 露天商の人々
闇市の売人
演 - 平田広明
常子たちの初の雑誌創刊時の紙の仕入先。
当初、法外な販売価格を常子たちに請求するが、水田が正規価格を彼女たちに教えたことにより値切られ、安価で販売する。
書店の店主
演 - 住田隆
常子たちが初の雑誌創刊にあたり、販売場所を貸す。
闇市の男
演 - 勝俣州和
露天商組合員。
勝手に露天で雑誌を販売する鞠子と美子に場所代を請求しようとするが、水田からの謝罪に免じて見逃す。
闇市の男
演 - 桂正和
露天の書店の店主。
常子たちの第2号の雑誌の販売場所を貸す。
闇市のパン屋
演 - ボブ鈴木

#### あなたの暮し出版の人々
終戦後、小橋姉妹が創立した出版社。中央区銀座に社を構える。
花山 伊佐次（はなやま いさじ）
演 - 唐沢寿明
五反田の帝大時代の先輩。几帳面かつ気難しい性格で、甲東出版の人々からは苦手視されているが、絵と標語の才能については一目置かれている。仕事に厳しく部下たちに声を荒らげることも多々ある一方で、家庭では穏やかで優しく、自分達に害をなす相手でも事情次第では責めないなど人格者の一面もある。
元・帝大新聞編集長。病気で満州部隊を除隊後、内務省で軍事標語作家として勤務する中、甲東出版の原稿を取りに来た常子と出会う。
終戦時に、自身が作った標語が原因で多くの戦死者を出したと自責して筆を置く決意をしたことから、常子からの編集長就任依頼を頑なに断るが、小橋母娘の雑誌出版への思いを知ったことや、戦争で悪化した人々の暮らしを豊かにしたい思いから依頼を引き受ける。
18歳のころに母を亡くし、家族の母代わりとなった過去があることから、美子から「とと姉ちゃん」に倣って「かか兄ちゃん」と例えられたことがある。
1968年ごろに心筋梗塞を患い、1973年ごろには編集長室にベッドを用意して仕事をする程に悪化していく。1974年には自宅療養しながら編集長を務め、1975年1月に息を引き取る。
『暮しの手帖』創刊から他界直前の1977年まで同誌編集長を務めた花森安治をモチーフとしている。
水田 正平（みずた しょうへい）
演 - 伊藤淳史
経理担当者。鞠子の夫。気が弱くドジで不器用なため、しばしば鞠子から心配されているが、紙の市場価格を常子たちに助言するなど、経理に関する幅広い知識を持つ。
露天商組合の経理担当時、常子の初めての出版にあたり、鉄郎を介して出店手続きの依頼を受ける。その際に出会った鞠子に一目惚れする。あなたの暮し出版創設時より入社志望をし、創刊号発行後に採用される。社内の問題発生中に鞠子に告白し、タイミングの悪さから一度は断られたが、問題解決後に承諾され交際を開始。2年後の昭和25年には鞠子に求婚し、紆余曲折を経て結婚する。
千野帽子は、暮しの手帖社営業担当社員・横山啓一がモデルとしている。
岡 緑（おか みどり）
演 - 悠木千帆
庶務担当者。
扇田 弘栄（せんだ ひろえ）
演 - 三谷昌登
昭和25年時には入社している社員。
島倉 勝（しまくら まさる）
演 - 内野謙太
昭和25年時には入社している社員。
本木 正晴（もとき まさはる）
演 - 島崎俊郎
昭和30年時には入社している社員で写真撮影担当者。関西弁を話す。
大塚 寿美子（おおつか すみこ）→ 藤ヶ谷 寿美子（ふじがや すみこ）
演 - 趣里
昭和30年時の新入社員。
結婚・出産後もあなたの暮し出版に勤務する。1974年（昭和49年）仕事と育児との両立に悩み常子に退職を願い出たが、女性が働きやすい勤務制度への改革を前提に引き止められ、思い留まる。
木立 道久（こだち みちひさ）
演 - 植木祥平
昭和30年時には入社している社員。
松永 亨（まつなが りょう）
演 - 石田法嗣
昭和30年時には入社している社員。
編集者志望にもかかわらず、仕事内容が「あなたの暮し」の商品試験に費やされることに辟易していくようになる。多額のローンを抱えていたこともあり、何者かに依頼されて5万円の謝礼と引き換えに、商品試験の内容や読者モニター情報を漏洩。後日、常子らに全てを打ち明け退職する。

#### カフェ浪漫の人々
綾が戦後、生活を支えるために女給として勤めるカフェ。皆戦争未亡人や婚期を逃した女性達で手に職が無く、生活のために働いている。雑誌「あなたの暮し」にモニターとして協力し、小麦粉のレシピ記事のころには、梢以外は昼間の職にも就くようになっている。
新沼 康恵（にいぬま やすえ）
演 - 佐藤仁美
綾の先輩女給。源氏名は梢（こずえ）。
昭和30年には店の顧客と再婚。主婦仲間を集めて商品試験記事に協力する。
弓子（ゆみこ）
演 - 寺島咲
綾の同僚女給。
お蝶（おちょう）
演 - 早織
綾の同僚女給。
さくら
演 - 森絵梨佳
綾の同僚女給。
艶子（つやこ）
演 - 谷澤恵里香
綾の同僚女給。

#### その他の東京の人々
星野 武蔵（ほしの たけぞう）
演 - 坂口健太郎
帝国大学生。大学では分類学を学んでいる。
過酷な環境下における植物の成長を実験・観察する中、森田屋の配達途中の常子・鞠子に出会う。当初、不審な行動から常子や深川界隈の人々に怪しまれていたが、空腹で倒れたところを常子や森田屋の人々に助けられて素性が明かされ、親しくなる。岐阜に住む親に孝行をするために新種の植物の捜索に情熱を注いでいる。
常子が就職後は、彼女と週1日語り合う友人関係が続く。大学院進学後に大阪帝国大学の研究職に呼ばれたことを機に常子に求婚するが、東京での家族との生活を優先され断られて、独り大阪へ旅立つ。
戦時中はインドネシアのスマトラに出征、終戦し昭和21年12月に復員する。元の職場のポストは他の者ですでに埋められていたために、友人の紹介で製薬会社の光和医薬品社に就職し総務課の係長に配属される。同僚の加奈子と職場結婚し一男一女をもうけるも長女・青葉が2歳時に妻は他界。
昭和30年、取材でたまたま自宅を訪れた常子と再会。子供達が彼女に懐いていることや、星野に別の女性との再婚を望む加奈子の遺言を知ったこともあり、常子と再び親密になっていく。しかし子供たちとの時間を優先するために、兼ねてより希望を出している実家近くかつ閑職である名古屋支社への異動の辞令が下り、再び常子と別れ家族で東京を去る。
星野 大樹（ほしの だいき）
演 - 荒井雄斗
星野の息子。昭和30年の時点で7歳。足に電気釜の蓋で負った火傷痕がある。
星野 青葉（ほしの あおば）
演 - 白鳥玉季
星野の娘。昭和30年の時点で5歳。常子を「おしゃれおばちゃま」と呼んで慕う。
弓岡 柳生（ゆみおか りゅうせい）
演 - 志賀廣太郎
星野の義父。星野家に3年ぶりに来訪。生前、星野の妻・加奈子が再婚を願っていたことを伝える。
与那嶺 なみ（よなみね なみ）
演 - 和泉ちぬ
星野家の家政婦。星野が留守中、子供らの面倒を見ている。
宇野（うの）
演 - おかやまはじめ
青柳商店の得意客。
田畑（たばた）
演 - 谷田部俊（我が家）
深川の乾物屋。隈井や宗吉たちと、将棋を嗜んだり酒を交わすなど親しい。
根本（ねもと）
演 - 杉山裕之（我が家）
深川の米屋。隈井や宗吉たちと、将棋を嗜んだり酒を交わすなど親しい。
中田 登志子（なかた としこ）
演 - 中村久美
綾の母。歯槽膿漏に悩み、常子の練り歯磨き事業立ち上げのきっかけとなる。戦前は明るく身なりも美しかったが、終戦直後は明るさを失い消沈していた。
村野 太一（むらの たいち）
演 - 川原瑛都
綾の息子。
下宿のおばさん
演 - 大島蓉子
星野の下宿先のおばさん。星野と常子の関係を微笑ましく見守る。
兄貴
演 - キンタカオ
鉄郎が借金した男。舎弟を連れて鉄郎と常子の前に現れるが、滝子と職人たちに凄みを利かされ、おののき逃げ帰る。後に常子の見た悪夢にも現れる。
舎弟
演 - 村上和成
鉄郎の借金を取り立てるチンピラ。鉄郎と常子を恫喝し、常子たちが作った練り歯磨きを原価割れで買い取り、高値で販売して儲けようとする。しかし、滝子と職人たちに凄みを利かされ、おののき逃げ帰る。後に常子の見た悪夢にも現れる。
木戸 稔（きど みのる）
演 - 白洲迅
大学生になった鞠子と同じ文学研究会に参加する早大生。
頻繁に勉強会に誘うなど、鞠子と親しい様子を見せるが、厳しい家計の事情から小説家を諦め就職する鞠子の決意を聞いて失望し、別れを告げ立ち去る。
奥寺（おくでら）夫人
演 - 青木さやか
鳥巣商事営業課社員の妻。夫と諸橋の仲に怒り、浄書室に乗り込み騒動を起こす。
ナラザワ洋裁店の店主
演 - 緒方賢一
滝子の知り合いで洋裁店の店主。美子の見学を認め、彼女に手伝いを依頼する。
飯田 末吾郎（いいだ すえごろう）
演 - 有福正志
深川一の老舗材木問屋で森田屋の得意先の主人。
陸軍から材木の価格等統制令が公布された直後の近隣の寄合いで廃業を宣言し、出席者たちに衝撃を与える。
田所 竜子（たどころ りゅうこ）
演 - 志田未来
周囲から「お竜（おりゅう）」と呼ばれている不良。1940年（昭和15年）、ビアホールで酔客に乱暴された常子を助ける。
1945年（昭和20年）、東京大空襲に罹災し、妹弟とともに川崎の親戚宅へ向かう途中に目黒を通りかかった際に常子と再会。小橋家に1泊世話になり、戦争が終わったら色々なことを知りたいと希望を語る。
銀太（ぎんた）
演 - 中島広稀
お竜の仲間。
陽介（ようすけ）
演 - 今野誠二郎
お竜の仲間。
花山 三枝子（はなやま みえこ）
演 - 奥貫薫
花山の妻。
花山 茜（はなやま あかね）→森井 茜（もりい あかね）
演 - 水谷果穂（3歳：渋谷南那、5歳：仙波茜、12歳：笹岡ひなり）
花山の長女。
森井 みのり（もりい みのり）
演 - 竹野谷咲
花山の孫。茜の娘。
関元 和四郎（せきもと かずしろう）
演 - 寺田農
珈琲店「巴里」の店主。花山の戦友の父。
長澤 健造（ながさわ けんぞう）
演 - 飯田基祐
花山の友人。戦後、起業するにあたり、花山を誘う。
男1
演 - 磯部勉
戦争で家族を亡くしたことで正気を無くすとともに敗戦を信じられず、通りすがりの花山に喰ってかかる。
男2
演 - つまみ枝豆
花山に喰ってかかる男1を制止するとともに、花山に謝罪し事情を話す。
小山内 節子（おさない せつこ）
演 - ふせえり
日の出洋裁学校の校長。高い授業料と高価な生地を使い、本格的な洋服作りを教授している。
学校の宣伝を期待して花山の取材を許可する。しかし雑誌に掲載されず、更には直線裁ちワンピースを紹介し流行させたことが営業妨害と怒り、花山に苦情する。後日、常子たちが宣伝目的に開講した直線裁ちワンピース講座の席を買い占めて嫌がらせをする。
東堂 泰文（とうどう やすふみ）
演 - 利重剛
チヨの夫。戦争で右手を負傷したことにより書家の職を絶たれ、更に自宅の不自由さから鬱然としていた。しかし、あなたの暮し出版の取材協力で自宅を機能的かつ鮮やかに模様替えしたことを機に笑顔を取り戻す。
桑原 正晴（くわはら まさはる）
演 - 谷本一
桑原印刷の主人。「あなたの暮し」の印刷を担当する。
袴田 辰紀（はかまだ たつのり）
演 - 並樹史朗
袴田料理学校の校長。雑誌記事の内容に口出ししない約束のもとで「あなたの暮し」の広告掲載依頼を引き受ける。
常子が広告の契約解除を申し出た際には、経営危機状態のあなたの暮し社を見下す発言をする。
袴田 久（はかまだ ひさし）
演 - 山崎画大
袴田料理学校の副校長。辰紀の息子。常子・鞠子・水田から「あなたの暮し」の広告掲載依頼の商談に応じる。
広告掲載後、取引相手に頼まれて雑誌の意図とかけ離れた内容の料理レシピの掲載をごり押しし、契約解除の原因になる。
宇田川 徳二（うだがわ とくじ）
演 - 中野剛
星野の上司。
鈴木 与志夫（すずき よしお）
演 - 戸田昌宏
常子の担当している作家。
平塚らいてう（ひらつか らいちょう）
演 - 真野響子
常子・鞠子が女学生時代に影響を受けた雑誌『青鞜』を創刊した作家。
1950年（昭和25年）、あなたの暮しの原稿依頼を受ける。その際に、女性を奮起させる文章を望み編集者としてやって来た鞠子に対して、胡麻汁粉の作り方とそれにまつわる随筆の執筆を希望し、考えが変わることの肯定を説く。
若松 永正（わかまつ ながまさ）
演 - モロ師岡
乙葉出版の平塚らいてう担当の編集者。
水田 國彦（みずた くにひこ）
演 - 筧利夫
水田の父。
水田 むめ（みずた むめ）
演 - 高橋ひとみ
水田の母。
水田 正一（みずた しょういち）
演 - おさる
水田の兄。
水田 民子（みずた たみこ）
演 - 斎藤静香
水田の姉。
水田 たまき（みずた たまき）
演 - 吉本実憂（4歳：稲垣来泉、13歳：蒔田彩珠）
常子・美子の姪。鞠子と水田の長女。潤の姉で真由美の従姉。昭和30年の時点で4歳。
1974年（昭和49年）あなたの暮し出版の職場の雰囲気に魅力を感じ、採用試験を受け合格する。
水田 潤（みずた じゅん）
演 - 山下真人（5歳：山下心煌）
常子・美子の甥。鞠子と水田の長男。たまきの弟で真由美の従兄。
南 大昭（みなみ ひろあき）
演 - 上杉柊平
キッチン森田屋の従業員。美子の夫。同店大将の宗吉は名前の漢字表記から彼を「タイショウ」と呼ぶが、「紛らわしい」と迷惑がる。
美子と交際を続け、1958年（昭和33年）に森田夫妻から店の譲渡を告げられたことを機に結婚する。
南 真由美（みなみ まゆみ）
演 - 吉岡千波（4歳：上杉美風）
常子・鞠子の姪。美子と南の長女。たまき・潤の従妹。
堀内（ほりうち）
演 - 金剛地武志
毎活新聞文化部記者。
岸野 英隆（きしの ひでたか）
演 - 水橋研二
民間検査機関職員。初めて商品試験を行った際、石鹸の検査を請け負うも、業者とのしがらみから商品名を雑誌に公表しないことを懇願する。
テレビ司会者
演 - 川田裕美
五反田一郎が直川賞を受賞した際のインタビュアー。
田中 利一（たなか りいち）
演 - 螢雪次朗
中小電化製品メーカー「ちとせ製作所」の社長。
自社のトースターが「あなたの暮し」で酷評されたことが原因で売上が激減し、怒り心頭であなたの暮し出版へ乗り込む。
しかし、商品試験の意図や他社のトースターも完全でないことを常子から聞かされて、安かろう悪かろうの意識を改める。後日、コストよりも安全を重視して商品を改良して発売した結果、売上が伸び、常子たちに感謝を述べる。
楊（ヤン）
演 - 陳建一
銀座の中華料理店の料理人。あなたの暮し出版の採用試験で青椒肉絲を作る。
沢 静子（さわ しずこ）
演 - 阿川佐和子
テレビ番組の司会者。
日本出版文化賞を受賞した「あなたの暮し」の出版社社長の常子にインタビューする。

### その他の人々
赤羽根 憲宗（あかばね のりむね）
演 - 古田新太
大手電化製品メーカー「アカバネ電器製造」の社長。
物に溢れ豊かになることが人々の幸せと考えて戦後の家電製造に努めてきた一方で、ユーザーの安全や使用満足については度外視している。
「あなたの暮し」で自社製品が酷評されたことを快く思わず、根回ししようとして失敗した末に、あなたの暮し出版に嫌がらせをする。
村山 健太郎（むらやま けんたろう）
演 - 野間口徹
「アカバネ電器製造」の社員。
赤羽根に命令され、あなたの暮し出版に根回ししようと訪問したが、常子と花山にけんもほろろにあしらわれる。
酒井 秀樹（さかい ひでき）
演 - 矢野聖人
「アカバネ電器製造」の社員。赤羽根の妹方の甥。
国実 恒一（くにざね こういち）
演 - 石丸幹二
「大東京新聞」の記者。
「あなたの暮し」の商品試験の記事に疑問を持ち、執拗に取材する。
西村電器店の店長
演 - 片桐仁
澄浦電機の社員
演 - 近江谷太朗
広海電機工業の社員
演 - 森下亮
東築電機製作所の社員
演 - 中嶋ベン
日本家庭電器の社員
演 - まいど豊

## スタッフ
- 作 - 西田征史
- 音楽 - 遠藤浩二（オーケストレーション・宮野幸子）
- 主題歌 - 宇多田ヒカル「花束を君に」（Virgin Records）[19][41]
- 語り - 檀ふみ[31]
- 副音声解説 - 松田佑貴
- 「とと姉ちゃん1週間/5分でとと姉ちゃん」（週間総集編）ナレーター - 二宮直輝（NHKアナウンサー）
- 演出 - 大原拓、岡田健、藤並英樹、松園武大、橋本萬葉、堀内裕介、安藤大佑、深川貴志
- プロデューサー - 盆子原誠
- 制作統括 - 落合将
- 衣装監修 - 黒澤和子
- 製材指導 - 馬田勝之
- 弁当指導 - 持田和之
- 注染そめ指導 - 二橋教正
- 染工指導 - 安井彰
- 裁縫指導 - 小林操子
- 医事考証 - 酒井シヅ
- 植物学考証 - 田中伸幸
- 植物画 - 吉田桂子
- タイプライター指導 - 林忠良

## オープニング
- 映像 - 小川純子
- アニメーション - 小中志展
- 写真 - 大沼ショージ
- 絵 - 辻恵子

全放送回ともアバンタイトルを使用した。第14週からは、前々作『まれ』と同様の画像の一部差し替えがあり、オープニング映像にあった雲の写真が鳥の写真によるものへの差し替えが実施された。最終回のみ通常のオープニングは使用せず、主題歌と出演者クレジット（カットテロップではなく横エンドロール）はエンディングに回した。

## エンディング
「昭和 あなたの家族写真」と題し、一般公募で寄せられた、昭和時代の家族写真を紹介する。最終回では、常子、鞠子、美子の三人姉妹の写真が使われた。また、スピンオフドラマでは森田宗吉・照代夫婦、長谷川哲典・富江夫婦、その長男のまつ吉の写真が使われた（ただし、昭和27年の設定に合わせてモノクロ写真となっている）。

## 放送日程
- サブタイトルは、第16・19・最終週（26週）以外は主人公の名前「常子」から始まる。

| 週                                                                           | 回        | 放送日             | サブタイトル                 | 演出              | 週平均視聴率 |
| ---------------------------------------------------------------------------- | --------- | ------------------ | ---------------------------- | ----------------- | ------------ |
| 1                                                                            | 01 - 06   | 4月04日 - 4月09日  | 常子、父と約束する           | 大原拓            | 21.7%        |
| 2                                                                            | 07 - 012  | 4月11日 - 4月18日  | 常子、妹のために走る         | 大原拓            | 22.1%        |
| 3                                                                            | 013 - 018 | 4月18日 - 4月23日  | 常子、はじめて祖母と対面す   | 大原拓            | 23.0%        |
| 4                                                                            | 019 - 024 | 4月25日 - 4月30日  | 常子、編入試験に挑む         | 岡田健            | 23.1%        |
| 5                                                                            | 025 - 030 | 5月02日 - 5月07日  | 常子、新種を発見する         | 松園武大          | 22.9%        |
| 6                                                                            | 031 - 036 | 5月09日 - 5月14日  | 常子、竹蔵の思いを知る       | 岡田健            | 23.2%        |
| 7                                                                            | 037 - 042 | 5月16日 - 5月21日  | 常子、ビジネスに挑戦する     | 大原拓            | 22.9%        |
| 8                                                                            | 043 - 048 | 5月23日 - 5月28日  | 常子、職業婦人になる         | 岡田健            | 22.7%        |
| 9                                                                            | 049 - 054 | 5月30日 - 6月04日  | 常子、初任給をもらう         | 松園武大          | 22.9%        |
| 10                                                                           | 055 - 060 | 6月06日 - 6月11日  | 常子、プロポーズされる       | 大原拓            | 23.4%        |
| 11                                                                           | 061 - 066 | 6月13日 - 6月18日  | 常子、失業する               | 藤並英樹          | 22.7%        |
| 12                                                                           | 067 - 072 | 6月20日 - 6月25日  | 常子、花山伊佐次と出会う     | 岡田健            | 23.4%        |
| 13                                                                           | 073 - 078 | 6月27日 - 7月02日  | 常子、防空演習にいそしむ     | 岡田健            | 21.9%        |
| 14                                                                           | 079 - 084 | 7月04日 - 7月09日  | 常子、出版社を起こす         | 大原拓            | 21.5%        |
| 15                                                                           | 085 - 090 | 7月11日 - 7月16日  | 常子、花山の過去を知る       | 大原拓            | 22.7%        |
| 16                                                                           | 091 - 096 | 7月18日 - 7月23日  | 『あなたの暮し』誕生す       | 藤並英樹          | 24.0%        |
| 17                                                                           | 097 - 102 | 7月25日 - 7月30日  | 常子、花山と断絶する         | 藤並英樹          | 23.2%        |
| 18                                                                           | 103 - 108 | 8月01日 - 8月06日  | 常子、ホットケーキをつくる   | 岡田健            | 22.6%        |
| 19                                                                           | 109 - 114 | 8月08日 - 8月13日  | 鞠子、平塚らいてうに会う     | 大原拓 橋本万葉   | 22.3%        |
| 20                                                                           | 115 - 120 | 8月15日 - 8月20日  | 常子、商品試験を始める       | 藤並英樹 堀内裕介 | 24.5%        |
| 21                                                                           | 121 - 126 | 8月22日 - 8月27日  | 常子、子供たちの面倒をみる   | 安藤大佑          | 22.9%        |
| 22                                                                           | 127 - 132 | 8月29日 - 9月03日  | 常子、星野に夢を語る         | 松園武大          | 22.9%        |
| 23                                                                           | 133 - 138 | 9月05日 - 9月10日  | 常子、仕事と家庭の両立に悩む | 岡田健            | 22.7%        |
| 24                                                                           | 139 - 144 | 9月12日 - 9月17日  | 常子、小さな幸せを大事にする | 大原拓            | 22.0%        |
| 25                                                                           | 145 - 150 | 9月19日 - 9月24日  | 常子、大きな家を建てる       | 深川貴志          | 22.5%        |
| 26                                                                           | 151 - 156 | 9月26日 - 10月01日 | 花山、常子に礼を言う         | 大原拓            | 22.6%        |
| 平均視聴率 22.8%（視聴率はビデオリサーチ調べ、関東地区・世帯・リアルタイム） |           |                    |                              |                   |              |

### 災害・緊急報道などに伴う放送変更
- 4月15日-18日 - 熊本地震に伴う報道体制のために、以下の通り移動。
  - 15日 - 前夜に発生した「前震」に伴い、第11回本放送を中止。再放送が本放送扱いになり、第11回再放送が別日に延期（九州・沖縄地方の各放送局のみ）。
  - 16日 - 未明の「本震」に伴い、総合は第12回を本放送、再放送ともに中止。九州・沖縄地方は第11回再放送を第12回本放送の直前に流す予定だったが再び延期。BSプレミアムは土曜日午前の第2週（第7回 - 第12回）6回分連続再放送もあわせて通常通り放送。
  - 17日 - 11時39分 - 11時54分に第11回再放送を実施（九州・沖縄地方）。
  - 18日 - 第12回の本放送を第13回の本来の本放送時間帯に放送、第13回本放送を15分繰り下げ。第12回再放送は12時30分 - 12時45分に放送。
- 6月24日（総合・再放送） - イギリスの欧州連合離脱是非を問う国民投票関連の特設ニュース（12時43分 - 13時30分）放送に伴い、第71回の再放送を45分繰り下げて放送。
- 8月6日（総合・本放送） - 広島平和記念式典およびリオデジャネイロオリンピックの開会式中継のため7時45分 - 8時に放送。

### ダイジェスト放送
- とと姉ちゃん一週間（20分）：NHK総合、日曜11時 - 11時20分
  - 本作より週間20分ダイジェストは日曜11時からの独立番組となった。
- 5分で「とと姉ちゃん」：NHK総合、土曜14時50分 - 14時55分 / 日曜5時45分 - 5時50分 / 同17時55分 - 18時
  - スポーツ中継、その他特番により休止となる時間帯有り。特に第19週は五輪・高校野球の影響で20分・5分版とも放送ができず、20分版を第18・20週と合わせて8月21日にまとめて放送されることになっていたが、高校野球の試合が延長したため、21日は19・20週のみを放送。改めて28日未明に上記3週と初放送の第21週を合わせた4週分を連続放送された。

### 総集編
- 連続テレビ小説「とと姉ちゃん」総集編（前編）
  - NHK総合、2016年6月25日 15時5分 - 16時35分
  - BSプレミアム、2016年7月3日、23時 - 翌0時30分（再放送）
  - NHK総合、2016年12月31日 8時45分 - 10時15分（再放送）
- 連続テレビ小説「とと姉ちゃん」総集編（後編）
  - NHK総合、2016年12月31日 10時20分 - 11時48分

### アンコール放送
- NHK総合にて、2025年5月5日から 月曜日 - 金曜日 12時30分 - 12時45分に放送されている[68][69]。

## 視聴率
初回視聴率は22.6%を記録（ビデオリサーチ調べ、関東地区・世帯・リアルタイム。以下略）。初回視聴率20%超えは、2013年度前期『あまちゃん』から7作連続維持となった。その後も、最終週（第26週）までの全て週間平均視聴率20%超えを記録し、期間全体の平均視聴率が22.8%と前作『あさが来た』には及ばなかったものの、同作に続き期間平均視聴率が20%超えを達成した（東京局制作のものとしては、2014年度前期『花子とアン』以来2作ぶりであり、期間平均視聴率が同作超えとなった）。単独での20%割れは、7月7日放送第82回（19.4%）と8月6日放送第108回（18%）のみと、わずか2回だけであった。

## 受賞
- 第90回ザテレビジョンドラマアカデミー賞
  - 助演男優賞（唐沢寿明）[70]
  - ドラマソング賞（宇多田ヒカル「花束を君に」）[71]
  - 脚本賞（西田征史）[72]
- 2017年エランドール賞
  - 新人賞（高畑充希、坂口健太郎）[73]
- Yahoo!検索大賞2016
  - パーソンカテゴリー 女優部門賞（高畑充希）[74]

## 関連番組
- 日曜美術館「“暮し”にかけた情熱 花森安治30年間の表紙画」
  - NHK Eテレ（2016年7月17日）
  - 出演者：菊池亜希子、深澤直人、土井藍生（花森安治長女）、矢野進（世田谷美術館・学芸部美術課長）、太田治子、 VTR出演：唐沢寿明
- 「とと姉ちゃん」とあの雑誌
  - NHK総合、2016年7月18日 8時15分 - 9時（再放送：NHK総合、2016年7月19日 14時5分 - 14時54分（「スタジオパークからこんにちは」第2部（ゲスト：唐沢寿明））、BSP、2016年7月30日 11時 - 11時45分）
  - 出演者：片桐はいり、加賀美幸子、ヤマザキマリ、樋口恵子（東京家政大学名誉教授）、安川里奈、語り：内田慈
    - 片桐が、大橋鎭子の住んでいた家を訪問。妹・晴子の家族に、当時の話を聞く。花森安治在籍時の『暮しの手帖』編集方針内容、創刊号掲載のブラジャーパッドの作り方の再現、初期のレシピの紹介、かつての目玉企画であった商品テスト（トースター、ベビーカー）の映像、1968年（1世紀96号）に特集号として発行された「戦争中の暮しの記録」[注 8]の紹介など[76]。
- 高島礼子・日本の古都〜その絶景に歴史あり
  - BS-TBS、2016年8月5日
    - 特別編『「とと姉ちゃん」のモチーフ「暮しの手帖」女社長物語』として放送[77]。
- 美の壺
  - BSP、2016年8月26日
    - 「日々を美しく暮らす 花森安治」（ドラマ出演者のひとりである木村多江が、ナレーションを担当している。）
- NHK映像ファイル あの人に会いたい「大橋鎭子（編集者）」
  - NHK総合、2016年9月24日 5時40分 - 5時50分
    - 出演者：大橋鎭子

## スピンオフドラマ
『とと姉ちゃん もうひとつの物語「福助人形の秘密」』のタイトルで、2016年11月19日にNHK BSプレミアムで19時 - 19時55分（再放送：BSプレミアム 2016年12月17日15時 - 15時55分、NHK総合 2016年12月31日14時 - 14時55分）に放送された。仕出し屋「森田屋」が舞台となる。

## その他
- 2016年8月27日放送の『第48回思い出のメロディー』の司会に、萩本欽一と共に本作の高畑充希を起用。OPでは常子の仕事場に萩本がやって来て、常子を萩本が連れていった所で番組開始となった（この場面では本作の檀ふみがナレーション）。
- 本作に登場する人物・団体・商品などについて、実在のモデルとの言葉を用いず『モチーフ』と表現し、人物の経歴や関係や舞台地など、史実とは異なる点が多い。プロデューサー・落合将は、フリーライター・木俣冬のインタビューにおいて、特定の商品名や思想的なことを出せないという制約や、『モチーフ』とすることで史実から離れた創作部分の自由度を広げている旨を述べた[4]。しかし『暮しの手帖』の元・編集者で、当初は本作の出版指導をしていた小榑雅章は、大橋鎮子や花森安治や、史実の雑誌との違いに異議を唱え、小榑の要請により2016年8月15日分の放送から「これはフィクションです」とのテロップが入ることになったという[79]。なお、劇中に登場する企業名に類似する実在の企業が、無関係であることをアナウンスしている[80]。